# Wilhelm Zdobywca
Wilhelm I Zdobywca (ang. William the Conqueror, fr. Guillaume le Conquérant), zwany także Wilhelmem Bękartem (ang. William the Bastard, fr. Guillaume le Bâtard), (ur. ok. 1028 w Falaise, zm. 9 września 1087 w klasztorze Saint Gervais niedaleko Rouen) – król Anglii i książę Normandii (jako Wilhelm II).
Był nieślubnym synem księcia Normandii Roberta I Wspaniałego (zwanego również Robertem Diabłem) – stąd jego przydomek „bękart”. Jego matką była Herleva (lub Herletta) – najprawdopodobniej córka Fulberta, garbarza z Falaise. Ojczymem Wilhelma był zaś szlachcic normandzki Herluin de Conteville, a przyrodnimi braćmi Odon z Bayeux i Robert de Mortain.

## Dzieciństwo
Nieprawe pochodzenie Wilhelma było mu później często wytykane, a przeciwnicy obdarzyli go pogardliwym przydomkiem Bękarta. Sam Wilhelm nie odcinał się od swojego pochodzenia, utrzymywał kontakty z przyrodnim rodzeństwem i wynosił je do wysokich godności. Był natomiast bardzo drażliwy, jeśli chodziło o nazywanie go bękartem. W późniejszych latach, gdy w mieście Alençon ludność wyszydzała nieprawe pochodzenie Wilhelma, książę kazał aresztować 32 ludzi i obciąć im ręce oraz stopy.
Dokładna data urodzenia Wilhelma nie jest znana. Przyjmuje się, że urodził się w 1027 lub 1028 roku, najprawdopodobniej jesienią tego ostatniego. W roku 1035 został wyznaczony na następcę tronu przez swego ojca, który ruszał z pielgrzymką do Ziemi Świętej. Książę Robert nie miał legalnego potomstwa, a lista potencjalnych kandydatów do tronu była długa. Z oporami wasale normandzcy zaaprobowali wolę swego księcia. Opór wynikał nie tyle z nieprawego pochodzenia Wilhelma, ile z jego wieku (miał wtedy 7 lat). Nieprawe pochodzenie w ówczesnej Normandii (a także i Anglii) nie stanowiło przeszkody na drodze do tronu.

## Wojna domowa
Robert udał się na pielgrzymkę, ale zmarł podczas drogi powrotnej w Anatolii. Mały Wilhelm został więc księciem Normandii pod imieniem Wilhelma II (fr. Guillaume II). Rozpoczął się najcięższy okres w jego życiu. Krnąbrnych normandzkich baronów trudno było utrzymać w ryzach dorosłemu, a cóż dopiero dziecku. Co gorsza, kilku przedstawicieli bocznych linii rodu książąt Normandii uznało, że ma większe prawa do tronu niż Wilhelm. Normandia pogrążyła się w chaosie. Baronowie, nie pytając nikogo o zgodę, budowali własne zamki i zbrojnie rozstrzygali lokalne konflikty. Chaos podsycali władcy państw ościennych − zwłaszcza król Francji Henryk I − zainteresowani osłabieniem księstwa.
Wilhelm miał jednak oddanych stronników. Wielu z nich, tak jak jego opiekun Gilbert z Brionne, piastun Turold czy seneszal Osbern, wierność swemu księciu przypłaciło życiem. W sprawy wewnętrzne księstwa ingerowali również władcy ościenni. W roku 1040 książę Bretanii Alan III doszedł do wniosku, że to on powinien być opiekunem Wilhelma i zaatakował Normandię. Zmarł jednak nagle (prawdopodobnie otruty) i jego wojska tylko spustoszyły kraj.
Tymczasem Wilhelm dorósł i wszedł w sojusz z Henrykiem I Francuskim, który zauważył, że jego wasale zaczynają brać przykład z wasalów księcia Normandii. W 1042 roku Henryk pasował Wilhelma na rycerza. Dokładnych okoliczności i czasu przejęcia pełni władzy przez Wilhelma nie znamy. Przyjmuje się, że nastąpiło to w latach 1042–1044. Jednak nawet rozpoczęcie rządów osobistych nie oznaczało uspokojenia kraju. Baronowie, nawykli do samowoli, niechętnie poddawali się władzy książęcej. Stąd też liczne spiski i próby buntów podejmowane przez normańskich wasali.
Najgroźniejszy ze wszystkich spisków został zawiązany w roku 1047. Zbuntowała się wtedy zachodnia część Normandii, najpóźniej poddana wpływom książęcym i zachowująca wiele odrębności wobec części wschodniej, silniej poddanej wpływom kultury francuskiej. Na zachodzie przetrwała jeszcze przewaga języka i kultury skandynawskiej. Bunt zaplanowano na czas, gdy Wilhelm znalazł się wśród swoich przeciwników. Książę uratował się dzięki swojemu błaznowi, który podsłuchał i doniósł o rozmowie spiskowców. Dzięki temu ostrzeżeniu Wilhelm zdołał zbiec do Falaise, gdzie mógł czuć się bezpiecznie. Zwołał do siebie wszystkich wiernych wasali, ale zgromadzone siły okazały się zbyt szczupłe, by przeciwstawić się buntownikom. Książę zwrócił się więc o pomoc do króla Henryka I, który tej pomocy nie odmówił. Do walnej rozprawy z buntownikami doszło w Val-ès-Dunes (Dolinie Wydm), gdzie Wilhelm rozgromił armię buntowników. W październiku 1047 roku w Caen Wilhelm narzucił swoim baronom „Pokój Boży” i ogłosił amnestię dla buntowników. Mimo iż jego pozycja wciąż nie była zbyt silna, był już faktycznym władcą księstwa Normandii.

## Książę Normandii

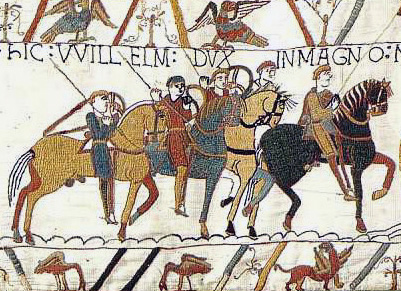
Wilhelm w otoczeniu rycerzy

Po Val-ès-Dunes Wilhelm stopniowo umacniał swoją władzę. Ludzi, którzy pozostali mu wierni, wynosił do godności i zaszczytów. Najbliższymi współpracownikami księcia byli jego przyrodni bracia (synowie Herlevy z jej małżeństwa z Herluinem de Conteville) – biskup Bayeux Odo i hrabia Robert de Mortain. Bliskimi współpracownikami Wilhelma byli również kuzyni księcia – William FitzOsbern (syn seneszala Osberna, który zginął, broniąc Wilhelma przed zamachowcami), Roger de Beaumont, Roger de Montgomerie czy William de Warenne.
Wilhelm utrzymywał również bliskie kontakty z reformatorskim ruchem w Kościele. Pozwoliło mu to sprowadzać do Normandii takie umysły Kościoła, jak Anzelm z Aosty czy Lanfranc z Pawii, a w opactwie w Bec powstało wielkie centrum ruchu umysłowego, wywierające wpływ nie tylko na Normandię. Ogólnie dobre stosunki z Kościołem uległy pogorszeniu w roku 1053, kiedy to Wilhelm zawarł wbrew woli papieża Leona IX małżeństwo z Matyldą, córką hrabiego Flandrii. Papież sprzeciwiał się temu związkowi z powodu zbyt bliskiego pokrewieństwa między małżonkami. Gniew papieża ułagodzono ufundowaniem dwóch domów zakonnych w Caen – męskiego pod wezwaniem św. Stefana i żeńskiego pod wezwaniem Świętej Trójcy.
Małżeństwo było również oznaką wzmocnienia pozycji Wilhelma na arenie międzynarodowej. Jego teść, hrabia Flandrii Baldwin V, był jednym z najpotężniejszych panów w rejonie. Z jego głosem liczono się we Francji i w Świętym Cesarstwie Rzymskim. Jego pozycja była na tyle silna, że w 1060 roku, po śmierci króla Henryka I, sprawował we Francji rządy regencyjne w imieniu jego nieletniego syna, Filipa I. Tak więc małżeństwo oznaczało dla Wilhelma wzrost prestiżu i nie lada atut polityczny.
W tym samym czasie doszło do zerwania francusko-normandzkiego sojuszu. Silny książę Normandii był wybitnie nie na rękę królowi Francji. Król Henryk przypomniał sobie, że Normandia należała kiedyś do jego przodków i podjął nieprzyjazne kroki przeciw Wilhelmowi, popierając niezadowolonych stryjów panującego – hrabiego Wilhelma d’Arques i biskupa Rouen Maugera z Rouen. W roku 1053 hrabia Wilhelm otwarcie zbuntował się przeciw księciu. Książę Wilhelm obległ jego zamek, ale na odsiecz buntownikowi ruszył król Henryk. Książę przeciął drogę Francuzom i doszło do bitwy. Podczas niej rycerze księcia zastosowali manewr pozornej ucieczki. Francuzi złamali szyk i rzucili się w pogoń za nimi. Wówczas jazda normańska zawróciła i rozbiła ścigających. Król Francji wycofał się z księstwa, hrabia Wilhelm d’Arques musiał się poddać i udał się na wygnanie.
Rok później ponownie doszło do buntu i najazdu zewnętrznego. Wilhelm ponownie sobie z tym poradził, tłumiąc bunt i pokonując najeźdźców pod Mortemer. Do niewoli dostał się wówczas hrabia Gwidon I de Ponthieu, który został następnie zmuszony do złożenia hołdu lennego Wilhelmowi.
Największe niebezpieczeństwo nadeszło w 1057 roku, kiedy to Wilhelm stanął w obliczu najazdu połączonych sił króla Francji oraz hrabiego Andegawenii, Godfryda II Martela. Wilhelm ponownie stanął na wysokości zadania. Swoich przeciwników zaatakował podczas przeprawy przez rzekę Dives pod Varaville. Moment ataku został wybrany po mistrzowsku. Połowa armii przeprawiła się, a połowa pozostała na drugim brzegu, odcięta przez przypływ. Pokonani król Henryk i hrabia Godfryd wycofali się, ale wciąż starali się szkodzić księciu Normandii, jak tylko potrafili.
Radykalną poprawę sytuacji Wilhelma przyniósł rok 1060, kiedy to zmarli jego najwięksi wrogowie – król Henryk I i hrabia Godfryd II. We Francji korona przypadła 8-letniemu synowi Henryka, Filipowi I, w imieniu którego regencję sprawował teść Wilhelma, Baldwin Flandryjski. W Andegawenii doszło natomiast do wojny domowej między pretendentami do władzy – Godfrydem III Brodatym i Fulkiem IV. Od tej chwili polityka Wilhelma nabrała rozmachu. W roku 1063 podporządkował sobie hrabstwo Mayenne. Jego wzrok zwrócił się wówczas ku Bretanii. Po kilku latach walk książę Conan II uznał zwierzchnictwo księcia Normandii. Tymczasem w styczniu 1066 roku przed Wilhelmem pojawiła się możliwość zdobycia tronu Anglii.

## Podbój Anglii

### Rok 1066
5 stycznia 1066 roku zmarł bezpotomnie król Anglii Edward Wyznawca. Wilhelm zgłosił pretensje do tronu jako odległy kuzyn Edwarda, powołując się przy tym na obietnicę sukcesji, jakiej udzielił mu Edward w roku 1051. Możni anglosascy wybrali jednak na króla jednego spośród siebie - earla Wesseksu, Harolda Godwinsona, pochodzącego z możnego i potężnego rodu. Podobno kilka lat wcześniej Harold znalazł się na dworze księcia Normandii i tam obiecał popierać jego pretensje do tronu, ale nie posiadamy na ten temat wiarygodnych relacji, a sama wizyta jest tylko hipotezą.
Wieść o śmierci Edwarda i koronacji Harolda II dotarła do Wilhelma, kiedy ten polował w okolicach Rouen. Książę natychmiast przerwał łowy i rozpoczął działania dyplomatyczne. Do Harolda zostało wysłane poselstwo mające mu przypomnieć o jego obietnicy, ale wróciło z niczym. Drugie poselstwo udało się do papieża Aleksandra II. Posłowie oskarżyli Harolda o krzywoprzysięstwo i przedstawili planowaną wyprawę na Anglię jako sprawiedliwą ekspedycję karną. Poselstwo uzyskało poparcie wpływowego kardynała Hildebranda i odniosło pełny sukces. Harold został obłożony klątwą, a Wilhelm otrzymał od papieża relikwie i chorągiew św. Piotra. Następnie Wilhelm uzyskał potwierdzenie neutralności w konflikcie od cesarza Henryka IV, swojego teścia hrabiego Baldwina i jego podopiecznego Filipa I. W marcu na zjeździe baronów w Lillebonne Wilhelm przedstawił swoje plany i zyskał pełne poparcie ze strony wasali, którzy obiecali wesprzeć ekspedycję na miarę swych sił.

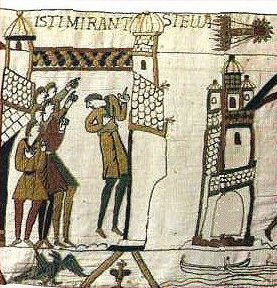
Kometa Halleya widoczna na Wielkanoc 1066 r.

Wilhelm rozpoczął zakrojoną na wielką skalę budowę floty, która miała przetransportować jego armię przez kanał La Manche. Ocenia się, że flota ta liczyła 696 okrętów, którymi miało zostać przewiezione ok. 7 tys. ludzi, z czego 4-5 tys. to piechota, a 2-3 tys. rycerze i konni giermkowie, z kilkoma rumakami. Około Wielkanocy nad Normandią pojawiła się kometa Halleya (uwidoczniona na będącej kroniką tej wyprawy tkaninie z Bayeux), co odczytano jako dobry znak przed wyprawą. Na wieść o planach ekspedycji, do Normandii przybywali liczni ochotnicy, których książę chętnie przyjmował w swoje szeregi.
Latem zwołany został kolejny wiec rycerstwa, tym razem do Bonneville. Wilhelm mianował na nim swoim następcą swojego pierworodnego syna Roberta. Regencję miała sprawować żona Wilhelma, Matylda. W tym samym czasie nastąpiło poświęcenie kościoła Świętej Trójcy w Caen. Z tej okazji śluby zakonne złożyła córka Wilhelma, Cecylia. Aby zyskać Bożą pomoc podczas wyprawy Wilhelm ślubował ufundować w Anglii opactwo. Tymczasem flota i wojsko zebrały się u ujścia rzeki Dives i oczekiwały na znak do wypłynięcia.

### Wyprawa
Była to ostatnia spośród zakończonych sukcesem prób podboju Brytanii. Na przeszkodzie planom Wilhelma stanęła pogoda. W lipcu przygotowania były zakończone, pozostawało tylko czekać na pomyślny wiatr, który tymczasem uparcie wiał z północy. Lato mijało, a w wojsku pojawiały się oznaki znudzenia i rozprzężenia dyscypliny. Wilhelm poradził sobie z tym i kronikarze z pewnym zdziwieniem piszą o panującym spokoju, bezpieczeństwie i udanych żniwach.

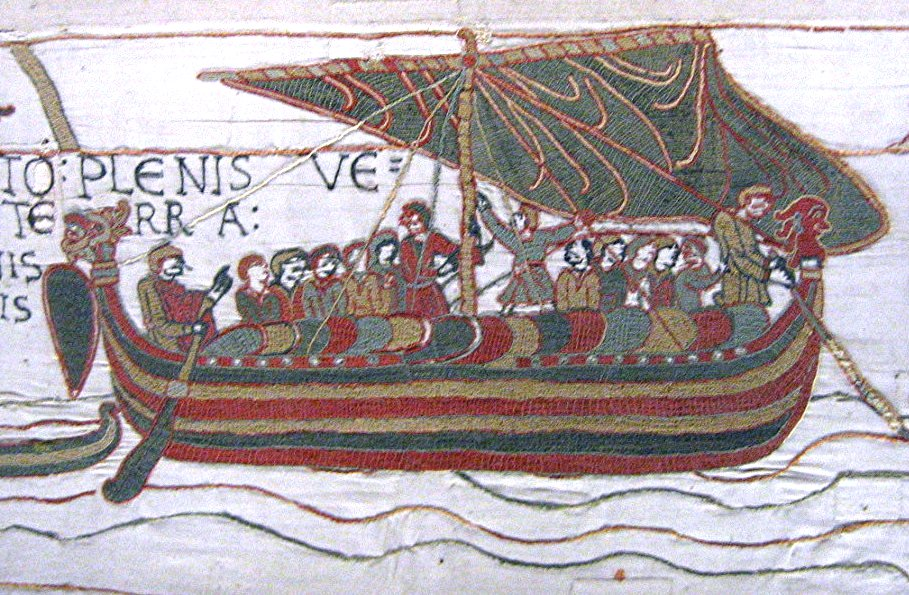
Flota Wilhelma płynie do Anglii

Los uśmiechnął się do Wilhelma w nocy z 27 na 28 września, kiedy wiatr zawiał wreszcie z południa. Nie zwlekając, Wilhelm kazał armii zaokrętować się i na pokładzie flagowego okrętu Mora wypłynął ku Anglii. Okręt flagowy okazał się szybszy niż reszta floty i z nastaniem świtu okazało się, że nie ma przy sobie armii. Wilhelm pokazując swoim ludziom, że się tym nie przejmuje, rozkazał przygotować sobie sute śniadanie. Po jakimś czasie przypłynęła reszta floty (okazało się, że stracono tylko 2 okręty) i Wilhelm zdecydował się na lądowanie. Nastąpiło ono w zatoczce między Hastings a Eastbourne, naprzeciw fortyfikacji Pevensey. Podczas wysiadania z okrętu Wilhelm poślizgnął się i upadł, co mogło zostać odczytane jako zły znak. Wilhelm obrócił całą sprawę w żart, biorąc w dłoń garść piasku i obwieszczając wszystkim, że oto bierze Anglię w posiadanie.
Jak się okazało, na całym wybrzeżu nie było żadnych wojsk Harolda. Król trzymał je pod bronią przez całe lato, ale we wrześniu, kiedy uznał inwazję za nieprawdopodobną, rozpuścił pospolite ruszenie (tzw. fyrd) do domu. Tymczasem na północy Anglii wylądował inny pretendent do angielskiego tronu, król Norwegii Harald III Srogi, wspierany przez zbuntowanego brata Harolda, Tostiga. Harold ponownie zwołał fyrd i ruszył błyskawicznym marszem przeciw najeźdźcy. Pojawienie się Harolda zaskoczyło Norwegów. 25 września pod Stamford Bridge Harold zniszczył armię norweską, a król Harald III poległ. Kiedy wojsko odpoczywało po zwycięstwie, nadeszła wieść o lądowaniu Wilhelma w Pevensey. Harold niezwłocznie ruszył na południe i 8 października stanął w Londynie, po czym wyruszył przeciw Wilhelmowi.
Tymczasem książę Normandii umocnił fortyfikacje w Pevensey i czekał na Anglosasów. Ponieważ ci nie pojawiali się, Wilhelm zwołał radę, na której postanowiono przenieść obóz do miasta Hastings. Tam oczekiwał na Harolda, który pojawił się wreszcie 13 października. W obozie normandzkim odprawiono krótką mszę, po której mowę wygłosił książę Wilhelm. Powiedział swoim wojom, żeby uzbroili się w całą odwagę jaką posiadają, gdyż stamtąd, gdzie się znaleźli, nie ma już odwrotu. Następnie założył na szyję relikwie i dał rozkaz do wymarszu.
Pojawienie się przeciwnika zaskoczyło Harolda, zdołał jednak ustawić swoją armię w gotowości bojowej. W armii anglosaskiej dominowała piechota, natomiast Normanowie posługiwali się głównie jazdą. Harold zajął pozycję na wzgórzu Senlac i przyjął postawę obronną, gdyż wiedział, że to Wilhelm musi atakować. Pierwszy atak Wilhelm wykonał przy użyciu piechoty, do drugiego skierował swoją jazdę. Książę atakował falami chcąc zmęczyć obrońców, jednak szala bitwy zaczęła przechylać się na stronę Anglosasów. Na lewym skrzydle naporu nie wytrzymały posiłki bretońskie, na domiar złego w oddziałach normandzkich rozeszła się wieść o śmierci Wilhelma i wybuchła panika.
Wilhelm nie zginął jednak (najprawdopodobniej ubito pod nim konia), ściągnął więc z głowy hełm i zawołał: Patrzcie! Żyję i z bożą pomocą wygram! Opamiętajcie się, cóż za szaleństwo w was wstąpiło?!. Panika została przezwyciężona, Bretończycy uporządkowali szyki, a ścigające ich oddziały anglosaskie zostały otoczone przez jazdę i wycięte. Nastąpiła przerwa w zmaganiach, konieczna, by uporządkować szyki. Walki rozgorzały wkrótce na nowo. Wilhelm był zdeterminowany, by wygrać bitwę przed zachodem słońca. Dążył więc do tego, aby rozluźnić szyk anglosaski poprzez stosowanie manewru pozorowanej ucieczki. Nie przynosiło to jednak takich efektów, jakich oczekiwał książę.
O wyniku bitwy przesądził przypadek. Otóż późnym popołudniem wystrzelona z normandzkiego łuku strzała trafiła króla Harolda w oko. W oddziałach pojawił się niepokój, który przerodził się w panikę. Szyk został złamany, a Anglosasi rzucili się do ucieczki. Atak jazdy normandzkiej dokończył dzieła. Zginął król Harold, zginęli jego bracia Gyrth i Leofwine, zginął kwiat anglosaskiego możnowładztwa, a królewska gwardia (huskarlowie) została wybita do nogi. Anglia stanęła przed Normanami otworem.

### Ujarzmianie kraju
Wilhelm pozostawił załogę w Hastings i ruszył do Dover. Po drodze, w odwecie za wybicie załogi jednej z jego łodzi, spalił miasto Romney. Mieszkańcy Dover nie mieli ochoty umierać i poddali się Wilhelmowi, co nie przeszkodziło ludziom księcia podpalić przedmieść. Tymczasem w wojsku Wilhelma wybuchła epidemia czerwonki. Siły Wilhelma wzmocnili jednak awanturnicy, którzy na wieść o sukcesie pociągnęli pod sztandary księcia Normandii. Kolejnym celem Wilhelma była siedziba arcybiskupstwa Canterbury, która poddała się bez walki. Książę ruszył następnie na Londyn, gdzie po bitwie pod Hastings możni anglosascy wybrali królem ostatniego z rodu królów Wesseksu, Edgara II. Szybkie sukcesy Wilhelma spowodowały jednak, że nowy król szybko tracił grunt pod nogami.
W Canterbury Wilhelm zapadł na czerwonkę i przez miesiąc leżał w łóżku. W tym czasie do jego obozu przybyło poselstwo od żony Edwarda Wyznawcy, królowej Edyty, która poddała Wilhelmowi Winchester. Po powrocie do zdrowia Wilhelm ruszył na Londyn. Ograniczył się jednak do spustoszenia okolicy, po czym odstąpił od miasta. Tymczasem stronnictwo Edgara rozsypywało się. Pierwszy na stronę Wilhelma przeszedł arcybiskup Canterbury Stigand, później inni możni, aż wreszcie na początku grudnia w Berkhamsted skapitulował sam król Edgar. Wilhelm wkroczył do Londynu, 25 grudnia został koronowany w Opactwie Westminsterskim i przyjął hołd od swych anglosaskich poddanych.
Podbój Anglii nie był jednak jeszcze zakończony. W marcu 1067 roku Wilhelm wrócił do Normandii, zabierając ze sobą najważniejszych anglosaskich magnatów. Tymczasem w Mercji, nieobjętej jak do tej pory poważnymi działaniami wojennymi, zbuntował się Edryk Szalony, pochodzący z rodu earlów Mercji. Bunty wybuchły również w hrabstwach Exeter i Kencie. W połowie 1068 roku do Anglii przybyli synowie Harolda II na czele floty zebranej w Dublinie. Z dworu Wilhelma uciekł również Edgar II, który znalazł schronienie na dworze swego szwagra, króla Szkocji Malcolma III, i działał na rzecz odzyskania przez siebie tronu. Earlowie Edwin i Morcar zbuntowali się przeciw Wilhelmowi, sprzymierzyli z walijskim Gwyneddem Bleddynem i poderwali do walki całą Northumbrię. Na przeszkodzie buntownikom stanęły rozbieżności na temat ewentualnego następstwa tronu po Wilhelmie, jak i również błyskawiczne działania nowego monarchy.
Powstanie w hrabstwach południowych nie osiągnęło zbyt dużych rozmiarów i Wilhelm nie miał kłopotów z jego stłumieniem. Skoncentrowawszy armię wkroczył do Mercji. Działał tam według swojej ulubionej taktyki, polegającej na budowaniu zamków i operowaniu zagonami kawalerii. Anglosasi okazali się bezradni. Po stłumieniu powstania w Mercji Wilhelm ruszył na północ, w kierunku Yorku, paląc i niszcząc wszystko na swojej drodze. Samo miasto York pozostawało bezludne przez wiele następnych lat, a marsz Zdobywcy na Północ nawet życzliwi mu kronikarze określali mianem „gehenny”. W 1069 roku Anglię zaatakował król Danii Swen II Estrydsen, ale i on nie zdołał pokonać Wilhelma. W Northumbrii zwolennicy Edgara II wywołali powstanie, zakończone, jak pozostałe, klęską. Pozycja Æthelinga w Szkocji pogarszała się, a w 1072 roku, pod groźbą zbrojnej interwencji, Wilhelm wymusił na królu Malcolmie wydalenie Edgara, który udał się do Flandrii, by po kilku latach ostatecznie już przybyć na dwór Wilhelma Zdobywcy. W 1075 roku wybuchła tzw. rewolta earlów, która zakończyła się jak wszystkie poprzednie. Ok. roku 1080 wygasł wszelki czynny opór przeciwko rządom normańskim. W 1081 roku Wilhelm dokonał najazdu na Walię, usuwając niebezpieczeństwo zagrażające ze strony jej władcy.

## Król Anglii

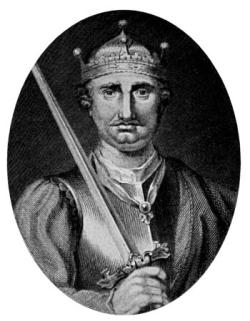
Wyobrażenie Wilhelma Zdobywcy pochodzące z późniejszej epoki

Rządy Wilhelma Zdobywcy oznaczały początek nowej epoki w dziejach Anglii. W ciągu kilku lat po bitwie pod Hastings anglosaska klasa możnowładcza została praktycznie całkowicie zastąpiona przez przybyszów z kontynentu. Lukratywne godności, tak świeckie, jak i kościelne, przypadały Normanom i ludziom związanym z Wilhelmem. Za zabicie Normana groziła wyższa główszczyzna, niż za zabicie Anglosasa. Na ludność nakładano olbrzymie podatki (oprócz nich skarb miał inne dochody, takie jak prekaria, Danegeld, daniny od miast, Żydów, opłaty celne i in.), mające napełnić wiecznie pusty skarbiec Wilhelma. Dobra ziemskie były konfiskowane lub wykupywane za bezcen przez zwycięzców. Ponadto okazało się, że nowa elita bynajmniej nie zamierza wzorem duńskich najeźdźców z początków XI wieku zasymilować się z miejscowymi.
Wraz z normandzkim podbojem pojawił się w Anglii w pełni rozwinięty system feudalny. Całe terytorium kraju uznano za własność króla, który mógł nadawać ziemie swoim wasalom. Ścisła domena królewska obejmowała 1/7 terytorium kraju, głównie tereny najbardziej urodzajne. W domenie królewskiej lasy przekształcono w rezerwaty łowieckie, gdzie zabronione było polowanie pod groźbą wykłucia oczu. Wprowadzono odmienną niż na kontynencie zasadę, że „wasal mojego wasala jest moim wasalem”. Wilhelm unikał również nadawania zwartych kompleksów lenn. Nadania ziemskie, choć liczne, były rozproszone po wielu hrabstwach (np. Robert de Mortain uzyskał 693 nadziały w 20 hrabstwach). Wyjątkami od tej zasady były hrabstwa pograniczne, takie jak Cheshire, Durham i Kent. Dwa ostatnie powierzono pieczy duchownych, Cheshire przekształcono w marchię wojskową.
Kolejne bunty przerzedzały szeregi dawnej arystokracji. Możni ginęli na polach bitew lub uciekali za granicę. Niektórzy godzili się z losem i wstępowali w szeregi nowej anglo-normandzkiej arystokracji. Pomniejsi anglosascy arystokraci zachowali swoje posiadłości, ale zostali podporządkowani normandzkim baronom.
Wilhelm budował również w całym kraju zamki (m.in. Tower of London), mające utrzymywać podbity kraj w posłuszeństwie. Za jego panowania rozpoczęła się dominacja wśród klas wyższych języka i kultury francuskiej, która utrzymała się aż do XIV wieku. Wilhelm dokonał również przeglądu anglosaskiego prawa i wzbogacił je normandzkimi elementami. Sądownictwo publiczne znalazło się pod kontrolą funkcjonariuszy królewskich, głównie szeryfów, odpowiedzialnych również za zbieranie podatków i utrzymanie pokoju w podległym im hrabstwie.

### Domesday Book
Na polecenie Wilhelma w latach 1085–1086 w hrabstwach angielskich opracowano rejestr budynków, gruntów oraz pogłowia trzody i bydła. Spis ten został przeprowadzony głównie po to, aby było wiadomo, jakie na kogo nakładać podatki.
W sierpniu 2006 roku Brytyjskie Archiwum Narodowe udostępniło kompletną elektroniczną wersję Domesday Book.

## Życie prywatne
Wilhelm był wysokim i w młodości szczupłym mężczyzną o ciemnych włosach i władczym głosie. Był odważnym i mądrym dowódcą, cenił sobie lojalność. Potrafił hojnie nagradzać, ale również okrutnie karać. Był dobrego zdrowia i, jeśli wierzyć kronikom, nie posiadał żadnych nałogów. Był równocześnie bardzo skąpy i chciwy. W późniejszych latach życia roztył się do tego stopnia, że miał problemy z wsiadaniem na konia.

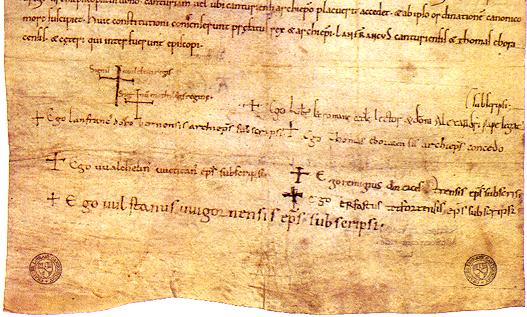
Podpisy Wilhelma i jego żony Matyldy na dokumencie z 1072 r.

W życiu rodzinnym Wilhelm pozostał wierny swojej małżonce. Kroniki nie notują ekscesów miłosnych, nie ma wzmianek o jego nieślubnym potomstwie. Wilhelm i Matylda doczekali się razem ok. 11 dzieci. Z rodziną Wilhelm utrzymywał dobre relacje, które popsuły się pod koniec jego życia, kiedy to zbuntował się jego najstarszy syn, Robert II Krótkoudy.

## Śmierć

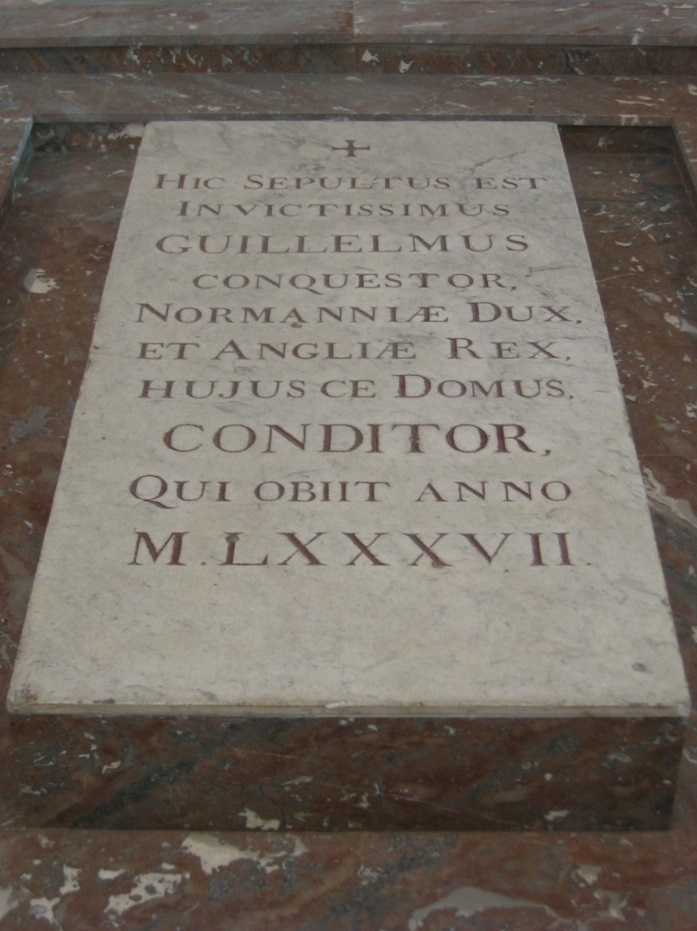
Grób Wilhelma Zdobywcy w Caen

Wojna z pierworodnym synem trwała od 1077 do 1080 roku i zakończyła się ugodą. Pod koniec życia Wilhelm wdał się w wojnę z królem Francji. Podczas oblężenia Mantes, ważnego miasta na pograniczu francusko-normandzkim, Wilhelm spadł z konia i został ciężko ranny. Rana okazała się śmiertelna. Króla przewieziono do Rouen, gdzie przy jego łożu stanęli młodsi synowie, Wilhelm (ulubiony syn Zdobywcy) i Henryk. Robert pozostał na dworze króla Francji, mimo to Wilhelm przekazał mu Normandię. Korona Anglii przypadła Wilhelmowi (ugoda z królem Francji z roku 1066 przewidywała, że po śmierci Wilhelma korony Anglii i Normandii zostaną rozdzielone), natomiast Henryk otrzymał 5000 funtów srebra. Zapisawszy hojne darowizny na rzecz Kościoła i ubogich Wilhelm zmarł 9 września 1087 roku.
Został pochowany w klasztorze św. Szczepana w Caen, który sam ufundował. Nie obyło się bez zgrzytów. Jeden z mieszczan Caen, imieniem Ascelin, sprzeciwił się pochówkowi, gdyż twierdził, że Wilhelm bezprawnie zbudował klasztor na ziemi należącej do ojca Ascelina. Po sprawdzeniu prawdziwości tego oświadczenia zapłacono mieszczaninowi 60 solidów odszkodowania i przystąpiono do pogrzebu. Okazało się jednak, że przygotowany grobowiec jest za mały. Ciało zaczęto więc wciskać na siłę. W pewnej chwili pękło, ukazując rozerwany brzuch. Mimo zapachu kadzidła zwłoki wydzielały straszliwy odór, który wypłoszył żałobników.
Kronikarz zapisał: Tak oto ów monarcha, który siał postrach wśród mieszkańców tylu prowincji, został porzucony nago i bez łoża, opuszczony przez dzieci i tych, których utrzymywał. Pieniądze na pogrzeb musiał wyłożyć ktoś inny i nie było nawet wolnego miejsca, żeby go pochować; jego ciało żywione samymi przysmakami rozpadło się, uświadamiając mędrcom i głupcom, ile znaczy doczesna potęga.
W 1562 roku grobowiec został zniszczony przez kalwinistów. Odbudowany grobowiec został zniszczony w 1793 roku podczas rewolucji francuskiej.

## Rodzina
W 1053 r. w katedrze Notre Dame w Eu w Normandii poślubił Matyldę (ok. 1031 – 2 listopada 1083), córkę Baldwina V, hrabiego Flandrii, i Adelajdy, wnuczkę Roberta II Pobożnego, króla Francji. Wilhelm i Matylda mieli czterech synów i ok. siedem córek (liczba niepewna) – byli to:
- Robert II Krótkoudy (ok. 1054–10 lutego 1134) – książę Normandii
- Adelajda (lub Adeliza)[3] (ok. 1055–ok. 1113) – istnienie niepewne, istnieje pogląd, że była zaręczona z królem Haroldem II
- Cecylia (ok. 1056–1126) – ksieni klasztoru Świętej Trójcy w Caen
- Wilhelm II Rudy (ok. 1056 – 2 sierpnia 1100) – król Anglii
- Ryszard (1057 – ok. 1081) – zginął w wypadku w New Forest
- Adela (ok. 1062 – 8 marca 1137) – żona Stefana II, hrabiego Blois, matka króla Stefana
- Gundred (ok. 1063–1085) – żona Williama de Warenne, 1. hrabiego Surrey, nie jest pewne, czy była córką Wilhelma, niektórzy historycy uważają, że mogła być jego nieślubnym dzieckiem lub pasierbicą
- Agata (ok. 1064–1080) – zaręczona z Haroldem z Wesseksu i Alfonsem VI Mężnym, królem Kastylii
- Konstancja (ok. 1066–1090) – żona Alana IV Młodszego, księcia Bretanii, otruta prawdopodobnie na polecenie męża
- Matylda - istnienie niepewne
- Henryk I Beauclerc (ok. 1068 – 1 grudnia 1135) – król Anglii i książę Normandii

## W kulturze

### Gry wideo
- W serii Crusader Kings jednym z grywalnych władców jest William II 'the Bastard' de Normandie, przedstawiony jako książę Normandii[4].
- Wilhelm pojawia się jako jedna z postaci w serii gier Empire Earth[5].
- Postać Wilhelma jest częścią samouczka do gry Medieval II: Total War[6].

### Filmy
- Thayer Roberts wcielił się w Wilhelma w jednej z pobocznych ról w filmie Lady Godiva z 1955 roku[7].
- W 1982 powstał francusko-rumuński film Wilhelm Cuceritorul, gdzie głównego bohatera zagrał Hervé Bellon[8].
- Film telewizyjny Blood Royal: William the Conqueror z 1990 roku opowiedział o życiu Wilhelma, zaś zagrał go tam Michael Gambon[9].
- W 2015 francuski film Guillaume, la jeunesse du conquérant opowiedział o młodości Wilhelma, w którego wcielili się Tiésay Deshayes, Jean-Damien Détouillon i Dan Bronchinson[10].

### Seriale
W 2011 wyprodukowano francuski serial William the Conqueror.